# Strychnos ignatii
Strychnos ignatii — вид дерев родом з Філіппін і деяких частин Китаю, що належать до родини Loganiaceae. Вид названий на честь святого Ігнатія Лойоли, місіонера і засновника єзуїтського ордену Товариства Ісуса.
Дерево або лоза. Стовбур має червонувату кору. Листя великі, овальні, гострі, черешкові. Квіти з ароматом жасмину, групуються в дискретні зеленуваті і пахвові волоті.

## Плоди
Плоди мають розмір і форму груші. Плід містить від 20 до 40 насінин. Насінини овальні, неправильної форми, сірувато-коричневого забарвлення, розміром з оливку і має гіркий смак.
Всі частини рослини містять алкалоїди стрихнін і бруцин. Стрихнін надзвичайно токсичний. Бруцин також токсичний, але в меншому ступені.